# Kościół św. Józefa w Poznaniu (Szczepankowo)
Kościół św. Józefa w Poznaniu – rzymskokatolicki kościół parafialny, położony w Poznaniu, na Szczepankowie, u zbiegu ulic Agrestowej i Jagodowej. 

## Historia
Pierwotnie działka, na której został wybudowany kościół pw. św. Józefa, należała do hrabiego Stanisława Mycielskiego, który w 1937 roku przekazał ją jako darowiznę pod budowę kościoła. Po II wojnie światowej działka została przejęta przez Skarb Państwa. W 1978 roku po wieloletnich działaniach na rzecz odzyskania działki przez ks. Józefa Pietrasa z parafii pw. św. Andrzeja Apostoła w Spławiu została ona przekazana w użytkowanie wieczyste Kurii Metropolitalnej. 
Po przejęciu działki przez Kościół w 1980 roku został postawiony drewniany barak, który został zakupiony od jednostki Wojsk Lądowych przy ulicy Marcelińskiej w Poznaniu. Barak początkowo służył jako kaplica filialna parafii pw. św. Andrzeja Apostoła, a następnie jako kościół Ośrodka Duszpasterskiego pw. św. Józefa w Poznaniu-Szczepankowie. Ks. Józef Pietras rozpoczął przygotowania nad projektem architektonicznym nowego kościoła. Ostatecznie kościół pw. św. Józefa w Poznaniu został wybudowany w latach 1985–1992 według projektu mgra inż. Henryka Jarosza oraz mgr Małgorzaty Jarosz-Trochelepszej. Przed rozpoczęciem budowy kościoła w 1984 roku na działce została wybudowana plebania razem z salami katechetycznymi. W 1985 roku ks. Bolesław Starosolski został rektorem Ośrodka Duszpasterskiego pw. św. Józefa oraz w tym samym roku uzyskał pozwolenie na budowę kościoła. W trakcie trwania prac budowlanych barak był wykorzystywany zarówno jako miejsce kultu oraz jako pomieszczenie socjalne związane z pracami budowlanymi. Budowa kościoła finansowana była przez parafian lokalnej parafii i parafii pw. św. Andrzeja Apostoła oraz z subwencji przyznanej przez Kurię Metropolitarną. W 1989 roku rozpoczęto pracę nad metalową konstrukcją dachu, a w 1992 roku prowadzono już prace wykończeniowe wewnątrz świątyni. Od pasterki 1992 roku wszystkie nabożeństwa były odprawiane w nowym kościele. W dniu 7 czerwca 1995 roku nastąpiła konsekracja kościoła przez arcybiskupa metropolitę poznańskiego Jerzego Strobę. W latach 1998–1999 została wybudowana dzwonnica. Przykościelny barak służył parafii jako magazyn do 2001 roku. Następnie został rozebrany i przekazany parafii pw. bł. Jolanty w Kostrzynie.

## Otoczenie kościoła
Otoczenie kościoła uzupełnione jest o krzyż misyjny, grotę z figurą Matki Boskiej oraz wolnostojącą dzwonnicę. Dzwonnica wyposażona jest w trzy dzwony, którym nadano imiona: św. Józefa, Maryi oraz Jana Pawła II.